# Dryopolystichum
Dryopolystichum, monotipski rod paprati iz porodice Lomariopsidaceae, Jedina vrsta je D. phaeostigma iz Nove Gvineje (Irian Jaya, Papua Nova Gvineja); Bismarckov arhipelag; Solomonski otoci (Santa Ysabel)

## Sinonimi
- Dryopteris cyclosorum Alderw.
- Aspidium phaeostigma Ces.
- Dryopteris kingii Copel.
- Dryopteris ledermannii Brause
- Dryopteris phaeostigma (Ces.) C.Chr.
- Dryopteris tamatana C.Chr.
- Polystichum lastreoides Rosenst.

|  | Zajednički poslužitelj ima još gradiva o temi Dryopolystichum |
|  | Wikivrste imaju podatke o taksonu Dryopolystichum             |